# Rolling in the Deep
Rolling in the Deep – pierwszy singel brytyjskiej piosenkarki Adele z jej drugiego albumu studyjnego zatytułowanego 21. Utwór został napisany przez Adele i Paula Epwortha. Został wydany na singlu w Holandii 29 listopada 2010 roku. Utwór stał się pierwszym hitem Adele zajmując czołowe miejsca w kilkudziesięciu państwach.
„Rolling in the Deep” został bardzo pozytywnie przyjęty przez krytyków. Pierwsze miejsce zajął w takich krajach jak Belgia, Kanada, Niemcy, Włochy, Holandia, Szwajcaria i Stany Zjednoczone. Natomiast w Australii, Danii, Irlandii, Nowej Zelandii i Norwegii uplasował się w pierwszej dziesiątce. W Wielkiej Brytanii utwór zadebiutował na drugim miejscu, stając się trzecim singlem Adele plasującym się w dziesiątce hitów.
Powołując się na amerykańskie media, utwór jest drugim utworem Adele, który pojawił się w notowaniach w tym państwie. W marcu 2011 piosenka osiągnęła pierwszą pozycję w liście Hot Adult Top 40 Tracks, by już w maju 2011 zająć pierwsze miejsce w najbardziej prestiżowej liście świata, a mianowicie Billboard Hot 100. W rezultacie Adele stała się pierwszą brytyjską artystką od czasu Leony Lewis w 2008 roku, która jednocześnie w tym samym tygodniu zajęła czołowe pozycje zarówno w Billboard Hot 100, jak i Billboard 200. W następnym tygodniu Adele pozostała na tej samej pozycji tym samym stając się pierwszym artystą brytyjskim od czasu powrotu Phila Collinsa w latach 1989–1990 i pierwszą Brytyjką w historii, która utrzymała się dłużej niż jeden tydzień na pierwszym miejscu. W maju 2011 w Stanach Zjednoczonych utwór został sprzedany w 3 milionach cyfrowych kopii, pobijając jej poprzedni najlepiej sprzedający się utwór „Chasing Pavements”.
Również w maju 2011 utwór stał się trzecim najlepiej sprzedającym się singlem zaraz po „E.T.” Katy Perry i „Fuck You!” Cee Lo Greena. To pierwsza piosenka osiągająca miejsce pierwsze po 20-tygodniowym przebywaniu w notowaniu od czasu „Just Dance” Lady Gagi, które osiągnęło szczytową pozycję po 22 tygodniach przebywania w notowaniu.
„Rolling in the Deep” jest także przewodnim utworem w amerykańskim thrillerze Jestem numerem cztery.
Adele za tę piosenkę otrzymała trzy nagrody Grammy 2012 w kategoriach Nagranie roku, Piosenka roku i Teledysk roku.
Utwór w maju 2014 roku przekroczył 500 milionów wejrzeń na YouTube.

## Lista utworów
- Digital download[2]

1. „Rolling in the Deep” – 3:48

- Digital EP[3]

1. „Rolling in the Deep” – 3:48
2. „Rolling in the Deep (Jamie xx Shuffle)” – 4:17
3. „Rolling in the Deep (Acapella)” – 3:56

- CD single[4]

1. „Rolling in the Deep”
2. „If It Hadn’t Been for Love” (Michael Henderson, Christopher Stapleton)

## Certyfikaty i sprzedaż
| Kraj                               | Certyfikat                 | Sprzedaż   |
| ---------------------------------- | -------------------------- | ---------- |
| Australia (ARIA)                   | 7x platynowa płyta         | 490 000+   |
| Belgia (BEA)                       | 4x platynowa płyta         | 80 000+    |
| Brazylia (Pro-Música Brasil)       | 3x diamentowa płyta        | 750 000+   |
| Dania (IFPI Danmark)               | platynowa płyta            | 30 000+    |
| Hiszpania (Promusicae)             | 2x platynowa płyta         | 80 000+    |
| Kanada (MC)                        | diamentowa płyta           | 800 000+   |
| Meksyk (AMPROFON)                  | 4x platynowa + złota płyta | 270 000+   |
| Niemcy (BVMI)                      | platynowa płyta            | 300 000+   |
| Norwegia (IFPI Norge)              | 2x platynowa płyta         | 120 000+   |
| Nowa Zelandia (RMNZ)               | 3x platynowa płyta         | 45 000+    |
| Portugalia (AFP)                   | platynowa płyta            | 20 000+    |
| Stany Zjednoczone (RIAA)           | 8x platynowa płyta         | 8 000 000+ |
| Stany Zjednoczone (RIAA) (dzwonek) | złota płyta                | 500 000+   |
| Szwajcaria (IFPI Schweiz)          | 3x platynowa płyta         | 90 000+    |
| Szwecja (GLF)                      | 3x platynowa płyta         | 120 000+   |
| Wielka Brytania (BPI)              | 4x platynowa płyta         | 2 400 000+ |
| Włochy (FIMI)                      | 4x platynowa płyta         | 120 000+   |

## Wersja Linkin Park
„Rolling in the Deep” został nagrany przez amerykańską grupę rockową Linkin Park. Utwór znalazł się na ich minialbumie koncertowym, iTunes Festival. Piosenka dotarła do miejsca 42. brytyjskiego zestawienia UK Singles Chart, mimo że jako singiel nie była wydana.

### Muzycy
- Chester Bennington – wokal
- Mike Shinoda – klawisze

### Listy przebojów
| Kraj            | Lista (2011)     | Pozycja |
| --------------- | ---------------- | ------- |
| Wielka Brytania | UK Singles Chart | 42      |

## Wersja Arethy Franklin
Pod koniec września 2014 Aretha Franklin wydała singel z własną wersją „Rolling in the Deep” jako zapowiedź płyty Aretha Franklin Sings the Great Diva Classics. Piosenkę wyprodukował Babyface. Numer katalogowy w RCA Records – 0886444851152.

### Listy przebojów
- Złota Trzydziestka Radia Koszalin: 17[40]
- Lista Przebojów Trójki: 36[41]